# Lordosa
Lordosa es una freguesia portuguesa del concelho de Viseu, con 23,26 km² de superficie y 1.884 habitantes (2001). Su densidad de población es de 81,0 hab/km².